# Valéry Giscard d’Estaing

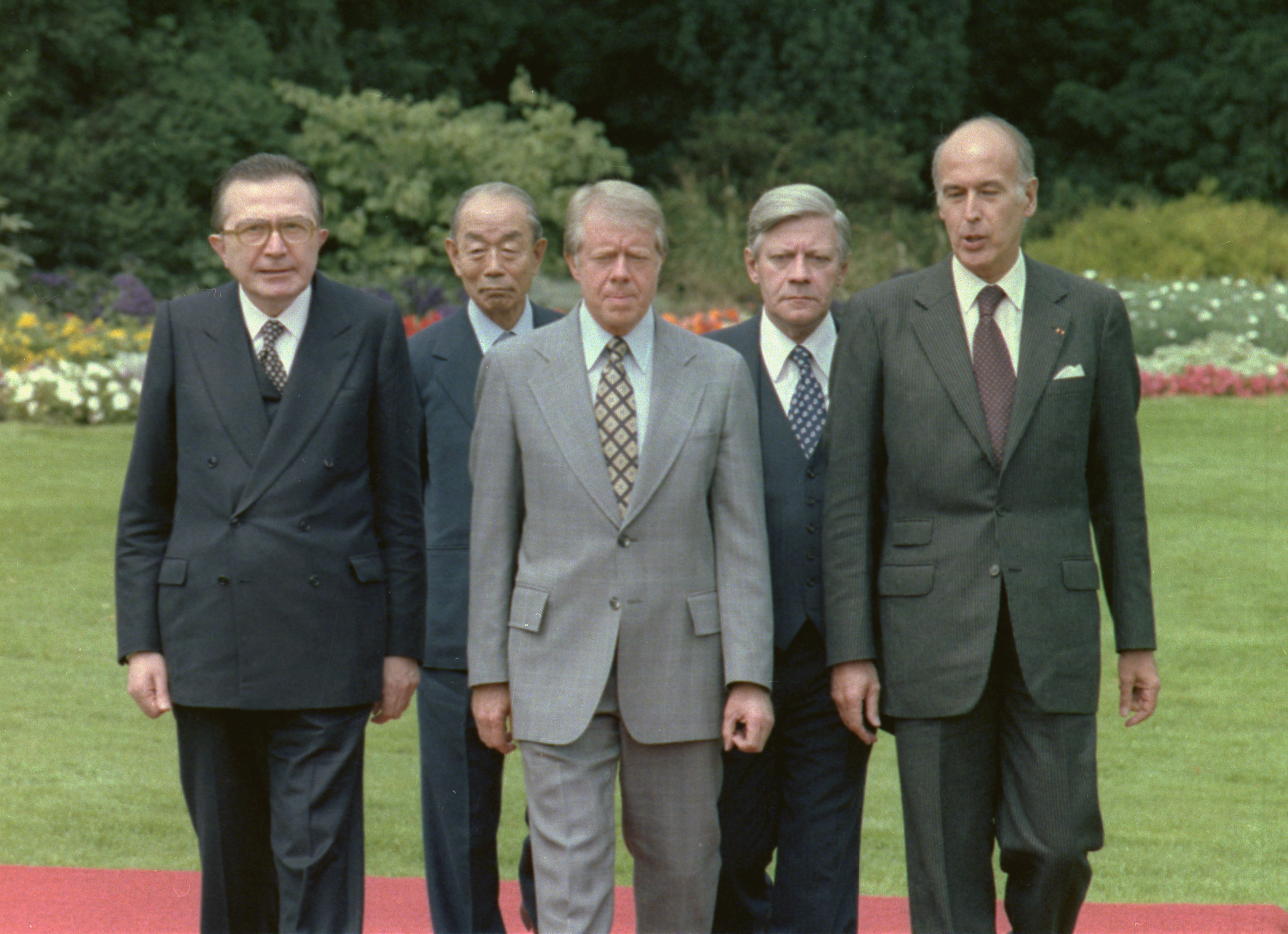
Z innymi liderami grupy G7 w 1978. Od lewej stoją: Giulio Andreotti, Takeo Fukuda, Jimmy Carter, Helmut Schmidt, Valéry Giscard d’Estaing

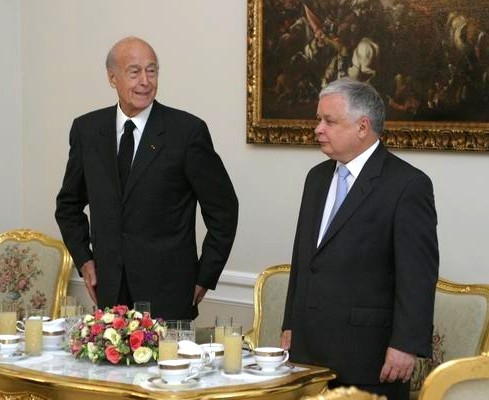
Valéry Giscard d’Estaing z prezydentem Polski Lechem Kaczyńskim

Valéry Marie René Georges Giscard d’Estaing (wym. [valeˈʁi maˈʁi ʁəˈne ˈʒɔʁʒ ʒisˈkaʁ dɛsˈtɛ̃]; ur. 2 lutego 1926 w Koblencji, zm. 2 grudnia 2020 w Authon) – francuski polityk i samorządowiec. Długoletni minister, deputowany krajowy i europejski, założyciel i przywódca Unii na rzecz Demokracji Francuskiej (UDF). Prezydent Francji w latach 1974–1981.

## Życiorys

### Młodość i wykształcenie
Urodził się w bogatej rodzinie szlacheckiego pochodzenia jako syn Jeana Edmonda Luciena Giscarda d’Estainga i jego żony Marthe Clémence Jacqueline Marie Bardoux. Miał trzy siostry i brata Oliviera. Ze strony matki był wnukiem senatora Jacques’a Bardoux i praprawnukiem republikańskiego polityka Agénora Bardoux. Urodził się w Niemczech, gdzie jego ojciec był zatrudniony w administracji okupacyjnej.
W 1944 zgłosił się do armii francuskiej, brał udział w kampanii wojennej na terytorium III Rzeszy. Kształcił się na paryskiej politechnice, a w latach 1949–1951 w École nationale d’administration. Pracował w inspekcji finansowej, w 1954 powołany na zastępcę dyrektora gabinetu premiera.

### Działalność polityczna do 1974
W 1956 został po raz pierwszy wybrany na deputowanego do Zgromadzenia Narodowego jako niezależny kandydat prawicy. Wstąpił do Narodowego Centrum Niezależnych i Chłopów, którego przywódcą był były premier Antoine Pinay.
Po proklamowaniu V Republiki uzyskiwał reelekcję do niższej izby francuskiego parlamentu w kolejnych wyborach (1958, 1962, 1967, 1968, 1973). W 1959 po raz pierwszy objął stanowisko rządowe jako sekretarz stanu ds. finansów w rządzie Michela Debré, którym pozostawał do 1962. Następnie (od 1962 do 1966) sprawował urząd ministra finansów i gospodarki w gabinetach Georges’a Pompidou.
W 1962 powołał wspierający gaullistów ruch polityczny niezależnych republikanów, a w 1966 już po odejściu z rządu przekształcił go w partię polityczną Fédération nationale des républicains indépendants. W 1969 poparł kandydaturę Georges’a Pompidou na urząd prezydenta Francji. Po jego zwycięstwie powrócił do rządu. Od czerwca 1969 do maja 1974 był ponownie ministrem finansów i gospodarki w gabinetach Jacques’a Chaban-Delmas i Pierre’a Messmera, od marca 1974 w randze ministra stanu.
Działał także w samorządzie, w latach 1967–1974 zajmował stanowisko mera Chamalières. Od 1958 do 1974 był radnym departamentu Puy-de-Dôme.

### Prezydent Francji
Wystartował w wyborach prezydenckich w 1974, rozpisanych po śmierci Georges’a Pompidou. Głównymi konkurentami byli Jacques Chaban-Delmas z Unii Demokratów na rzecz Republiki i lider socjalistów François Mitterrand. Byłego ministra finansów poparła część gaullistów, na czele której stał minister spraw wewnętrznych Jacques Chirac. W pierwszej turze Valéry Giscard d’Estaing zajął drugie miejsce z wynikiem 32,60%, w drugiej (19 maja 1974) pokonał François Mitterranda 50,81% do 49,19% głosów.
Nowo wybrany prezydent powołał na urząd premiera Jacques’a Chiraca. Ten jednak w 1976 podał się do dymisji, zaś na czele rządu stanął Raymond Barre. W 1978 na bazie kilku wspierających prezydenta ugrupowań Valéry Giscard d’Estaing powołał Unię na rzecz Demokracji Francuskiej.
W polityce zagranicznej opowiadał się za zacieśnieniem integracji europejskiej i polepszeniem stosunków ze Stanami Zjednoczonymi. Popierał przeprowadzenie reformy zezwalającej na przerywanie ciąży. Za jego kadencji we Francji wykonano do 1977 trzy ostatnie w historii tego kraju wyroki skazujące na karę śmierci.
W 1981 ubiegał się o reelekcję. Jego głównymi rywalami byli François Mitterrand oraz Jacques Chirac. Wygrał pierwszą turę (28,32% głosów), jednak przed drugą nie uzyskał wsparcia gaullistów. Do drugiej tury wraz z nim przeszedł kandydat lewicy. Do porażki centrysty przyczynił się w dużej mierze Jacques Chirac, który celowo nie poparł go w drugiej turze. 10 maja 1981 Valéry Giscard d’Estaing przegrał wybory prezydenckie z kandydatem socjalistów, otrzymując poparcie wynoszące 48,24%.

### Działalność po prezydenturze
20 maja 1981 w wieku 55 lat po siedmiu latach odszedł ze stanowiska prezydenta. W 1984 powrócił do niższej izby francuskiego parlamentu (utrzymując mandat w wyborach w 1986, 1988, 1993 i 1997). W 1986 objął stanowisko przewodniczącego rady regionalnej Owernii. W latach 1988–1996 przewodniczył Unii na rzecz Demokracji Francuskiej. Doprowadził do politycznego zbliżenia pomiędzy UDF i gaullistowskim Zgromadzeniem na rzecz Republiki. Od 1989 do 1993 zasiadał w Parlamencie Europejskim, w którym do 1991 był przewodniczącym Grupy Liberalnej, Demokratycznej i Reformatorskiej.
W wyborach prezydenckich w 1995 poparł oficjalnie kandydaturę Jacques’a Chiraca. W 2001 został mianowany na przewodniczącego Konwentu Europejskiego. Efektem jego pracy było opracowanie projektu traktatu ustanawiającego Konstytucję dla Europy.
W 2002 zdystansował się od kandydatury lidera UDF François Bayrou. Opowiedział się za wsparciem inicjatywy jednoczenia się prawicy w ramach Unii na rzecz Większości Prezydenckiej. W tym samym roku zrezygnował z ubiegania się o reelekcję, mandat z okręgu, z którego dotąd posłował, zdobył z listy UMP jego syn Louis.
W 2004 przegrał wybory regionalne i po 18 latach opuścił urząd przewodniczącego regionu Owernia. Zrezygnował wówczas z dalszej aktywności partyjnej. Rok wcześniej został członkiem Akademii Francuskiej. Pełnił także funkcję honorowego przewodniczącego Rady Gmin i Regionów Europy. Jako były prezydent wchodził z urzędu w skład Rady Konstytucyjnej.
Zmarł na skutek COVID-19 w okresie światowej pandemii tej choroby. Po jego śmierci prezydent Francji Emmanuel Macron ogłosił dzień 9 grudnia 2020 dniem żałoby narodowej.

## Życie prywatne
Od 17 grudnia 1952 był żonaty z Anne-Aymone Sauvage de Brantes, pochodzącą z arystokratycznego rodu. Miał czworo dzieci. Był także stryjem francuskiej artystki Aurore Giscard d’Estaing, żony amerykańskiego aktora Timothy’ego Huttona.
Imię i nazwisko Valéry’ego Giscarda d’Estainga powszechnie skracano m.in. w mediach do akronimu VGE.

## Odznaczenia
Francuskie

Herb Giscarda z Wielkim Łańcuchem Orderu Serafinów

- Krzyż Wielki Legii Honorowej (były Wielki Mistrz)[15]
- Krzyż Wielki Narodowego Orderu Zasługi (były Wielki Mistrz)[15]
- Krzyż Wojenny 1939–1945[15]

Zagraniczne
- Krzyż Wielki Królewskiego Norweskiego Orderu Świętego Olafa (Norwegia, 1962)
- Krzyż Wielki Orderu Zasługi Republiki Włoskiej (Włochy, 1973)[16]
- Wielki Łańcuch Orderu Świętego Jakuba od Miecza (Portugalia, 1975)[17]
- Wielka Wstęga Orderu Zasługi PRL (Polska, 1975)
- Łańcuch Orderu Izabeli Katolickiej (Hiszpania, 1976)
- Kawaler Orderu Słonia (Dania, 1978)[18]
- Wielki Łańcuch Orderu Infanta Henryka (Portugalia, 21 października 1978)[17]
- Order Królewski Serafinów (Szwecja, 1980)
- Baliw Wielkiego Krzyża Honoru i Dewocji (Zakon Maltański)
- Krzyż Wielki Orderu Pro Merito Melitensi (Zakon Maltański)